# 아드난 마랄
아드난 마랄(튀르키예어·독일어: Adnan Maral, 1968년 7월 1일~)은 튀르키예와 독일의 배우이다.

## 작품 목록

### 영화
- 리플레이스 (2017년)
- 거친 녀석들 6 (2016년)
- 조이 옆에 앉아 (2013년)
- 언노운 (2011년)
- 페이 그림 (2006년)
- 케밥 코넥션 (2005년)
- 함부르크 강습소 (2004년)